# Vultee P-66 Vanguard
El Vultee P-66 Vanguard, concebido como un aparato de entrenamiento de combate/caza, fue fabricado por la compañía estadounidense Vultee Aircraft. Fue una incorporación accidental al inventario de cazas de las Fuerzas Aéreas del Ejército de los Estados Unidos (USAAF); el modelo inicialmente había sido encargado al fabricante por Suecia, pero cuando los aviones ya estaban listos para su entrega en 1940, Estados Unidos no permitió que fueran exportados, fueron designados como P-66 y mantenidos para realizar tareas defensivas y de entrenamiento. Finalmente, gran parte de ellos fueron vendidos a China, donde prestaron servicio como aviones de combate con resultados indiferentes.

## Diseño y desarrollo
El Vultee V-48 fue producto de una idea concebida a finales de los años 1930 por la división Vultee Aircraft de la Aviation Manufacturing Corporation, para desarrollar cuatro modelos de aviones diseñados para cuatro propósitos distintos, a partir de un conjunto común de alas, fuselaje trasero y ensamblaje de cola. La compañía les asignó cuatro designaciones de modelo: V-48 a un caza monoplaza, BC-51 a un entrenador básico de combate, B-54 a un entrenador avanzado y BC-54D a un entrenador básico. Finalmente el BC-51 se convirtió en el BC-3 del Cuerpo Aéreo del Ejército y el BC-54D en el BT-13 Valiant.
Cuando Vultee se estaba preparando para comenzar la producción del entrenador básico BT-13, estaba a su vez elaborando el diseño del caza monoplaza Vultee V-48, un desarrollo de la misma configuración básica pero con tren retráctil y propulsado por un motor Pratt & Whitney R-1830-S4C4G de 1200 hp con un cuidadoso carenado a fin de obtener la mínima resistencia, lo que hizo que se instalara una extensión del árbol de la hélice. Fue puesto en vuelo en septiembre de 1939, sin embargo, el aparato presentó problemas de recalentamiento, por lo que se adoptó un tipo de carenado más convencional que fue introducido en el segundo prototipo, V-48X, que realizó su primer vuelo el 11 de febrero de 1940.
El 6 de febrero de 1940, la Fuerza Aérea sueca realizó un pedido de 144 ejemplares de este tipo y el 6 de septiembre alzó el vuelo el prototipo de producción V-48C. No obstante, el 18 de junio de 1940, después de la ocupación alemana de Noruega, los Estados Unidos declararon un embargo contra la exportación de armas a cualquier país que no fuera Gran Bretaña, lo que resultó que fuesen ofrecidos al Reino Unido; los ingleses rechazaron la oferta tras evaluar la RAF dos ejemplares; en su lugar, 142 aparatos fueron servidos a las fuerzas aéreas de China. El resto fue utilizado por las USAAF como entrenadores avanzados y designados P-66.

## Operadores
Estados Unidos
- Fuerzas Aéreas del Ejército de los Estados Unidos (USAAF)

 República de China
- Fuerza Aérea Nacionalista China

## Especificaciones (P-66)

### Características generales
- Tripulación: Uno (piloto)
- Longitud: 8,6 m (28,3 ft)
- Envergadura: 11 m (36 ft)
- Altura: 2,9 m (9,4 ft)
- Superficie alar: 18,3 m² (197 ft²)
- Peso vacío: 2117 kg (4665,9 lb)
- Peso cargado: 2740 kg (6039 lb)
- Peso máximo al despegue: 3349 kg (7381,2 lb)
- Planta motriz: 1× motor radial de 14 cilindros en dos filas refrigerado por aire Pratt & Whitney R-1830-S3C4-G.
  - Potencia: 890 kW (1227 HP; 1210 CV)

### Rendimiento
- Velocidad máxima operativa (Vno): 544 km/h (338 MPH; 294 kt)
- Alcance: 1360 km (734 nmi; 845 mi)
- Techo de vuelo: 8958 m (29 390 ft)
- Régimen de ascenso: 10,4 m/s (2047 ft/min)
- Carga alar: 150 kg/m² (30,7 lb/ft²)
- Potencia/peso: 0,33 kW/kg

### Armamento
- Ametralladoras: 

  - 4 de 7,62 mm (.30)
  - 2 de 12,7 mm (.50)

## Aeronaves relacionadas

### Desarrollos relacionados
- Vultee BT-13 Valiant

### Aeronaves similares
- Curtiss-Wright CW-21
- Bell XP-77
- Republic P-43 Lancer
- Nakajima Ki-43

### Secuencias de designación
- Secuencia V-_ (interna de Vultee): ← V-45 - V-46 - V-47 - V-48 - V-49 - V-50 - V-51 - V-52 -- V-56 - V-57 - V-58 - V-61 - V-69 - V-70 - V-72 -- V-77 - V-78 - V-80 - V-83 - V-84 - V-85 - V-86 →
- Secuencia P-_ (Cazas (Pursuit) del USAAC/USAAF/USAF, 1924-1962): ← P-63 - P-64 - P-65 - P-66 - XP-67 - XP-68 - P-69 →
- Secuencia J _ (Cazas de la Fuerza Aérea Sueca (pre-1940)): ← J 7 - J 8 - J 9 - J 10 - J 11 - J 12